# Enthacanthodes parvus
Enthacanthodes parvus är en insektsart som först beskrevs av Brunner von Wattenwyl 1895.  Enthacanthodes parvus ingår i släktet Enthacanthodes och familjen vårtbitare. Inga underarter finns listade i Catalogue of Life.